# Сокич, Ружица
Ру́жица Со́кич (серб. Ружица Сокић / Ružica Sokić; 14 декабря 1934, Белград — 19 декабря 2013, там же) — югославская сербская актриса театра и кино, наиболее известна по ролям в фильмах «Когда я буду мёртвым и белым», «Боксёры попадают в рай», «Ужицкая республика», «Савамала» и др. Многократный лауреат престижных премий, неоднократно признавалась лучшей актрисой отечественных и иностранных кинофестивалей.

## Биография
Ружица Сокич родилась 14 декабря 1934 года в Белграде, Королевство Югославия, в семье купца и совладельца газеты «Правда» Петра Сокича (1893—1964). Сестра художницы Любицы Сокич. Много времени проводила в Баня-Луке, где их семья унаследовала небольшой дом в центре города. 
Ещё с детства проявляла талант актрисы, неоднократно участвовала в записи радиоспектаклей. Первую роль в кино исполнила в 1957 году, это был фильм под названием «Доктор». В 1958 году окончила Белградский университет искусств — с этого момента начала активно участвовать в театральных постановках, часто приглашалась на съёмки кинофильмов. Только в 1960-е годы она снялась более чем в сорока картинах, в том числе снялась в одном из самых успешных фильмов того периода «Когда я буду мёртвым и белым», получившим множество наград и премий, а также в эпизодической роли появилась в военно-исторической картине «Марш на Дрину» и исполнила важную роль в артхаусной киноленте «Любовная история, или Трагедия телефонистки». В 1970-х годах обрела общенациональную популярность, в частности в 1973 году на Кинофестивале в Пуле была признана лучшей актрисой Югославии за исполнение главной роли в фильме «Жута». В 1974 году снялась в фильме «Ужицкая республика» и впоследствии получила за него награду «Золотая арена» международного фестиваля в Пуле как лучшая актриса второго плана.
Продолжала активно сниматься вплоть до 2010 года, имеет в послужном списке более 180 фильмов. В 2011 году выпустила книгу-автобиографию «Страсть к полётам». В последние годы жизни страдала от болезни Альцгеймера, умерла 19 декабря 2013 года в Белграде. Похоронена на Аллее почётных граждан Белградского Нового кладбища.
Последним фильмом с её участием считается картина «Открой клетку», вышедшая в 2015 году. Вскоре после её смерти Югославский киноархив организовал мемориальную выставку, где были представлены фотографии, книги, награды писательницы, постеры с её участием. Создан фонд имени Ружицы Сокич, присуждающий премии наиболее талантливым сербским актрисам.